# Gustav Hartlaub
Karel Johan Gustav Hartlaub (Bréma, 1814. november 8. – Bréma, 1900. november 29.) német orvos és ornitológus.
Brémában született, tanulmányait Bonnban és Berlinben folytatta, végül Göttingenben szerzett orvosi diplomát. 1840-ben kezdett egzotikus madarakat gyűjteni és tanulmányozni, az általa gyűjtött példányokat később a brémai természettudományi múzeumnak ajándékozta. Többet az általa gyűjtött madarak közül ő írt le elsőként a tudomány számára. 1852-ban folyóiratot indított Jean Cabanis-szal, Journal für Ornithologie (magyarul: Ornitológiai Újság) címmel. Otto Finsch-sel közös műve volt a Beitrag zur Fauna Centralpolynesiens: Ornithologie der Viti-, Samoa und Tonga-Inseln (magyarul: Adalékok Közép-Polinézia állatvilágához: a Viti-, Szamoa- és Tonga-szigetek ornitológiája) című kiadvány. Az 1867-ben megjelent könyvet kézzel színezett kőnyomatok illusztrálták, mely ábrák az Eduard Heinrich Graeffe által a Godeffroy Múzeum számára gyűjtött madárpéldányok alapján készültek.
Számos madár neve őrzi az emlékét, köztük a Hartlaub-túzok (Lissotis hartlaubii), a kongói réce (Pteronetta hartlaubii) és a Hartlaub-sirály (Chroicocephalus hartlaubii) elnevezése (mindháromé latinul és számos európai nyelven is).

## Fordítás
- Ez a szócikk részben vagy egészben  a   Gustav Hartlaub című angol Wikipédia-szócikk fordításán alapul.  Az eredeti cikk szerkesztőit annak laptörténete sorolja fel. Ez a jelzés csupán a megfogalmazás eredetét és a szerzői jogokat jelzi, nem szolgál a cikkben szereplő információk forrásmegjelöléseként.